# Eisenbahnunfall von Stalać
Der Eisenbahnunfall von Stalać war die Flankenfahrt eines Güterzugs in einen Personenzug am 13. September 1979 im Bahnhof von Stalać, Jugoslawien. Dabei starben 60 oder mehr Menschen.

## Ausgangslage
Stalać lag in Jugoslawien (heute: Serbien, Distrikt Rasina, Gemeinde Ćićevac) an der Bahnstrecke Belgrad–Niš.
Der Personenzug Nr. 771 von Belgrad nach Skopje stand im Bahnhof Stalać. In entgegengesetzter Richtung von Kruševac kommend fuhr der Güterzug 8335 auf den Bahnhof zu, gegen den der Personenzug durch ein Einfahrsignal gesichert war, das dem Lokomotivführer des Güterzugs „Halt“ gebot.

## Unfallhergang
Der Lokomotivführer des Güterzugs hatte vorschriftswidrig die Sicherheitsfahrschaltung deaktiviert, indem er eine Verplombung entfernte. Diese hätte seine Aufmerksamkeit überwacht, da er ein Pedal betätigen musste und andernfalls durch einen Alarm gewarnt worden wäre. Der Triebfahrzeugführer schlief ein und überfuhr das haltzeigende Einfahrsignal. Der Güterzug fuhr so dem Personenzug mit etwa 40 km/h in die Flanke. Dabei wurden vier Personenwagen und zwei Güterwagen zertrümmert.

## Folgen
60 Menschen starben, 116 wurden darüber hinaus verletzt. Unter den Opfern befanden sich viele Kadetten der Militärakademie auf der Fahrt nach Skopje.